# Kinkong - L'impero dei draghi
Kinkong - L'impero dei draghi (ガメラ対大魔獣ジャイガー?, Gamera tai daimajū Jaigā, lett. "Gamera vs. la gigantesca bestia Jiger") è un film del 1970 diretto da Noriaki Yuasa.
Si tratta del sesto episodio della serie di fantascienza avente Gamera come protagonista. Nonostante il titolo italiano del film richiami King Kong, egli non compare realmente nella storia. Distribuito in Italia nel 1973, con doppiaggio eseguito dalla SINC Cinematografica presso gli studi Elettronica Calpini.

## Trama
Ad Osaka, durante l'Expo 1970, viene inviato un misterioso totem di pietra presente sull'isola di Pasqua, per essere esposto ed esaminato. Durante le operazioni di spedizione, arriva in volo Gamera che cerca di impedirne la rimozione, senza riuscirci. Una volta rimossa la statua, inizia un'eruzione del vulcano dell'isola e dal terreno riemerge Jiger, un gigantesco rettile che sconfigge Gamera e insegue il totem in viaggio verso il Giappone. Una volta ad Osaka, mentre il mostro, alla ricerca della statua, semina distruzione, arriva nuovamente Gamera che tenta di fermarlo, ma Jiger gli pianta nel collo una spina che ha sulla coda facendolo svenire. L'unità di crisi giapponese, nel tentativo di salvare Gamera, effettua delle sue radiografie e scopre che Jiger ha deposto dentro un polmone della tartaruga una larva. Iroshi e Tom, due ragazzini amici di Gamera, entrano nella sua bocca con un mini sottomarino e penetrano nel polmone, trovando la larva già sviluppata in una versione in miniatura del padre. Scoprono che Jiger è allergico ai suoni a bassa frequenza (suoni che il totem emetteva costantemente, sigillando la prigione di Jiger) e, sfruttando questa scoperta, uccidono la larva. Gamera, liberato dal parassita e rinvigorito da una forte scarica elettrica, attacca Jiger e, dopo l'ennesimo scontro, lo uccide piantandogli il totem nel cranio.

## Personaggi
- Jiger: è un mostro arancione, con una vela dorsale sul dorso. Ha un corno sopra il capo, e ha due zanne sulla bocca e altre due sotto agli occhi. Ha la capacità di saltare molto in alto ed ha una grande forza fisica. Sputa fuoco dalle fauci ed è in grado di sparare a distanza dei dardi. Può lanciare un raggio sonico dalla bocca che uccide ogni essere vivente che incontra. Grazie ad una spina posta alla fine della coda riesce a deporre un parassita dentro altri esseri viventi.

## Distribuzione
Il film è uscito in Giappone il 21 marzo 1970, in doppia programmazione con Tomei kenshi.
Negli Stati Uniti non è uscito nei cinema, ma direttamente in televisione con il nome di Gamera vs. Monster X